# 雅尔塔会议
雅尔塔会议（英語：Yalta Conference，羅馬化：Yaltinskaya konferentsiya），又稱克里米亞會議（英語：Crimea Conference），會議代号阿尔戈（英語：Argonaut）。会议的结果之一《雅尔塔协定》（英語：Yalta Accordance，羅馬化：Yaltinskoye soglasheniye），又称《雅爾達密約》，是美国、英国和苏联三国領袖——美国总统富兰克林·德拉诺·罗斯福、英国首相温斯顿·丘吉尔和苏共中央总书记兼苏联人民委员会主席约瑟夫·斯大林於1945年2月4日至2月11日期间，在苏联克里米亚南部城市雅尔塔里瓦幾亞宫内举行之一次首脑会议。这次会议，制定了第二次世界大战战后的世界新秩序和列强利益分配方針，形成了「雅尔塔体系」，对第二次世界大战后的世界局勢产生了深远的影响。

這是二戰期間，繼1943年的德黑兰会议之後，盟國領袖的第二次重要會議。罗斯福去世後，再舉行波茨坦会议。許多人批评此次會議，使蘇聯及各國共产党得以控制中欧、东欧以及亞洲許多國家，主要是會中羅斯福以及邱吉爾都未尊重战时被佔領国家之期望，將被苏联“解放”之国家先交由聯合國代管。此外，為爭取蘇聯對日本宣戰，包括帮助远在中国西南与日军僵持的中国从日本关东军手中夺取满洲国，會中部份內容“侵犯”中國權益甚大。會议的3份文件中，“雅尔塔协定”当时没有立即公布，其他国家並不知情，故有“雅爾達密約”之稱。

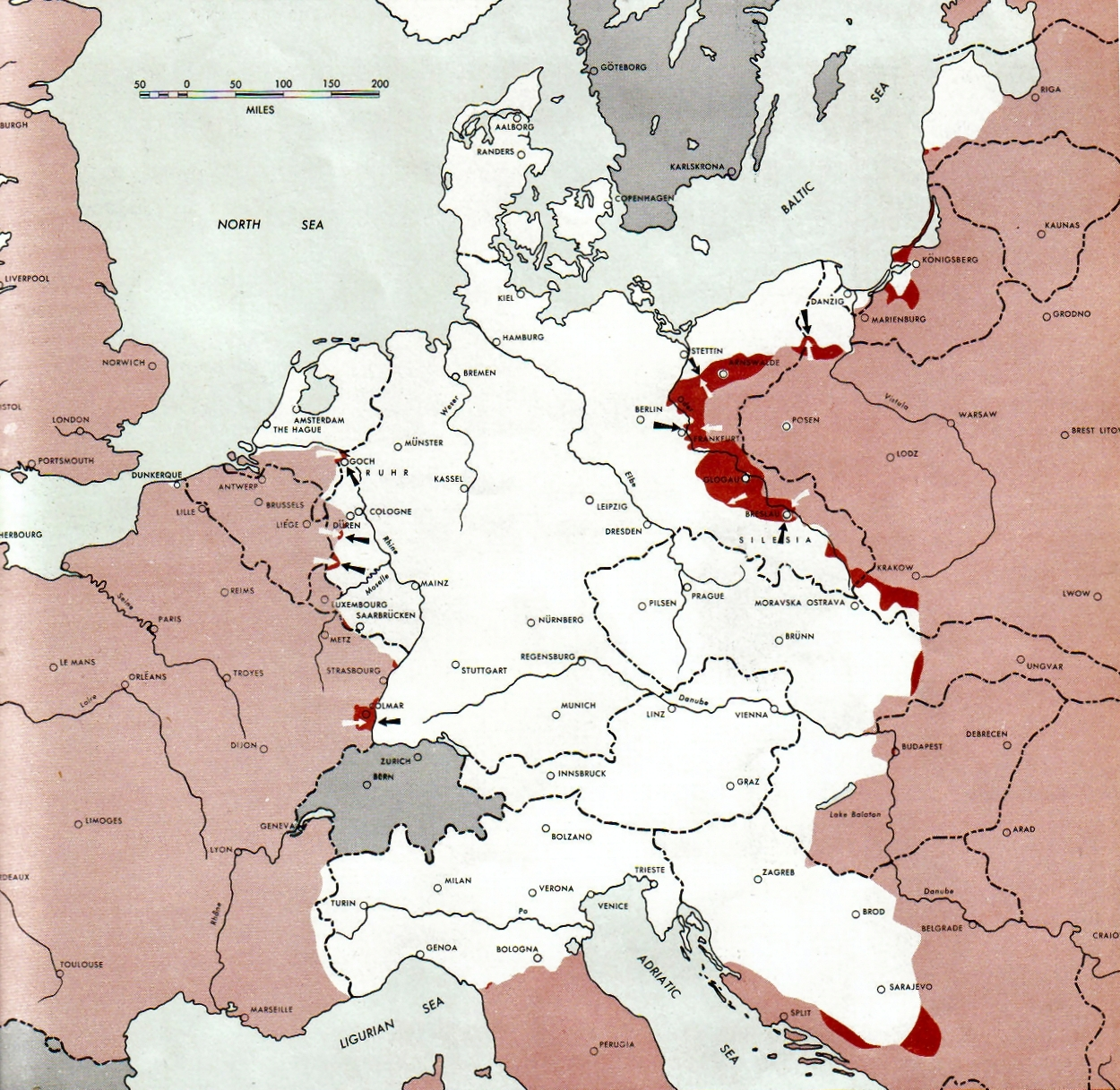
1945年2月15日（會議後四日）盟軍的佔領區域

1991年苏联解体后，克里米亚（包括雅尔塔）作为乌克兰苏维埃社会主义共和国的一部分，成为独立乌克兰的领土。1954年，苏联领导人尼基塔·赫鲁晓夫将克里米亚从俄罗斯苏维埃联邦社会主义共和国移交至乌克兰苏维埃社会主义共和国。这一决定在当时被视为苏联内部的行政调整，但在苏联解体后成为地缘政治争议的根源之一。
2014年2月底至3月初，俄罗斯军队在未佩戴明显标识的情况下进入克里米亚，控制了关键基础设施和军事设施。
2014年3月16日，克里米亚举行了一场具有争议性的公投，官方结果显示绝大多数居民支持加入俄罗斯联邦。国际社会（包括联合国、欧盟、美国等）普遍认为此次公投不合法，违反了国际法和乌克兰宪法。
2014年3月18日，俄罗斯总统弗拉基米尔·普京签署协议，正式宣布克里米亚（包括雅尔塔和塞瓦斯托波尔）加入俄罗斯联邦。此后，俄罗斯将克里米亚视为其联邦主体之一。

## 背景
1944年6月，随着诺曼底登陆，盟军在德国西线展开大规模反攻，第三帝国已无力回天；而1944年4月至12月，日军贯穿中国大陆的一号作战却取得有效战果，攻占了能威胁日本本土的盟军战略轰炸机场。美英意识到以国军的战力难以招架日军，希望苏军能在东亚大陆展开对日作战。
1944年7月19日，美国总统罗斯福致函苏联领导人斯大林，希望再次举行美、英、苏三国首脑会议。斯大林回信表示，他要亲自指挥苏军对德作战，不可出席。1944年10月，英国首相丘吉尔赴莫斯科会晤斯大林，英苏单独讨论欧洲和巴尔干问题。美国驻苏大使哈里曼以观察员身份列席丘吉尔与斯大林之会谈（史称第四次莫斯科会议）。1944年12月，哈里曼奉命拜会斯大林，询问苏联有关参加对日作战及参战条件等事项。1944年底，三国一致同意三国首脑再次会晤。
1945年2月，美英认为有必要和苏联商讨德国战败后对欧的权力分配问题，并商讨下一步对日作战。在1945年2月4日至11日，三巨头——富兰克林·德拉诺·罗斯福、温斯顿·丘吉尔和斯大林聚集在克里米亚半岛的雅尔塔（俄羅斯帝國末代皇帝尼古拉二世的行宫里瓦幾亞宮）举行会议。这次会议是继1943年德黑兰会议后，第二次同盟國首脑会议，惟結論在1945年7至8月之波茨坦会议就有争议。
這次會議在蘇聯境內進行，是因為斯大林拒絕到黑海雅爾塔行宮以外開會。結果，丘吉爾和羅斯福必須再度遠涉重洋。結論是对欧洲大陆，希望苏军加强对德攻势，基本原则以谁攻克的地区战后由谁控制，辅以对重要地区相互交换。在远东，自1944年6月起，B29从中国起飞对日本本土进行大规模无差别轰炸，但随着日军“一号作战”反扑，华东一带的机场被日军占领，此举迫使盟军采取跳岛战术，开始把对日作战的重点从海战转向陆战；1944年10月在道格拉斯·麥克阿瑟將軍領導下，美军在菲律宾开展一系列登陆战，终于1945年2月4日，B29从菲律宾的机场起飞重开对日本本土的轰炸，但因航程过远筹载有限，李梅展开了烧夷弹战术试验，后来证明使用有限的弹量取得了更强的效果；此时东亚大陆的战况即显滞后，日军占领大片中国土地，对太平洋上美军的侧翼构成威胁；而满洲地区则透過滿洲國拥有大片土地，重工业设施，70万关东军尚未直接参战。因此美英在规划2月19日再次跳岛进攻硫磺岛以便将战略轰炸机场进一步推前的同时，希望苏联尽快转入对东北亚日军的进攻，打消日本依托东亚、东北亚，与盟国长期僵持并得以谈判的念头。
会前未邀請中華民國國民政府主席蔣中正参加。因羅斯福極度鄙視蔣介石的指揮能力，蔣介石又拒絕交出作戰指揮權，羅斯福為防中國戰線潰敗，必須犧牲中國權利換取史達林對日宣戰。

## 概观

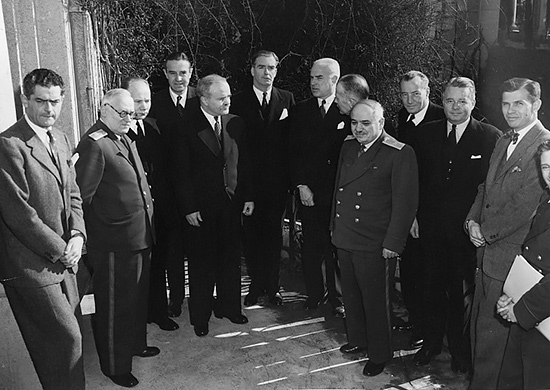
會議上美英蘇三國的外交人員

三巨頭各自带来自己之議程。羅斯福希望遊說蘇聯終止與日本不作戰的協定、對日宣戰，並且支持盟國在太平洋作戰；邱吉爾希望斯大林在東歐戰後能放弃部分控制权，自由選出民主政府；斯大林則认为战争中苏联付出巨大代价，希望控制東歐，因為對蘇聯的戰略布局極重要。
還有，三方領袖尚須建立章程以管理戰後的德國。1943年，威廉·克里斯林·布利特之論點預告“紅色阿米巴變形蟲”正進入歐洲。1943年12月底時，戰線仍在蘇聯境內；到了1944年8月，蘇聯紅軍已經在波蘭及羅馬尼亞境內，且繼續向西前進。會議進行時，格奧爾吉·朱可夫元帥之部隊已經到達柏林40英哩外地方，斯大林自信可在會議上採取強勢以爭取條件，而羅斯福則希望斯大林承諾蘇聯加入聯合國。
“對於俄國人來說，波蘭問題不僅是榮譽問題，而且是安全問題。在整個歷史上，波蘭一直是敵人入侵俄國的走廊，波蘭是關係到俄國生死存亡之問題。”——史達林，Berthon & Potts 2007，第285頁
因此，斯大林清楚表達他對於波蘭的所求是沒有談判空間：蘇聯將從波蘭東部獲得領土，而波蘭將擴張西面德國領土作為補償。在這個要求下，波蘭西面數以百萬計的德國人將要離開，並佔領了柯尼斯堡。儘管斯大林答應波蘭會有自由選舉。1947年1月波蘭舉行選舉，結果在1949年，波蘭就成為社會主義國家，建立了一個共產黨政府。
会议伊始，罗斯福和丘吉尔即要求苏联在打败德国后也需加入对日作战；斯大林则表示苏日之间没有如同苏德间的巨大冲突，不愿单方面毁约，在苏日互不侵犯条约将于1946年4月到期之前对日发动进攻；罗斯福为此向属下表示焦虑。有人認為羅斯福要求蘇聯對日宣戰之焦慮是多余；事實上，斯大林很緊張能否一雪昔年日俄戰爭之失敗；他也想得回昔年損失之領土，並擴張蘇聯的影響力及於東亞。
不過，對於羅斯福是否有意讓紅軍登陸日本本土，就存在“爭議”。1945年，美军在2月雅尔塔会议后即在西太平洋开展2月硫磺岛战役、4月冲绳战役等一系列夺岛战，遭遇日军强烈抵抗，伤亡惨重，美军与日军伤亡比从菲律宾的1：5升至冲绳的1：2，预计进攻日本本岛，至少需付出伤亡美军百万，英军五十万的代价。罗斯福本人一直希望苏联亦出兵日本本岛，分担一部分伤亡代价，并焦慮蘇聯是否肯對日宣戰。且罗斯福同意了由苏联进攻柏林，以避免英美军队伤亡。1945年4月12日，在苏联进攻柏林的前4天，罗斯福去世。
1945年8月6日和9日，美国在日本投下两颗原子弹，8月8日苏联全线出兵百万对日本宣战；与夺岛战遇到的下层日军强烈抵抗截然相反，日本上层在双重压力下于8月10日6时通过中立国瑞典、瑞士向盟国转达，在保证天皇地位的前提下有条件投降；后在未获答复的情况下于8月15日由昭和天皇广播宣布无条件投降。
罗斯福的幕僚和继任者杜鲁门副总统，对羅斯福是否有意讓紅軍登陸日本本土，就存在“爭議”。原本有美国将领希望能以无差别战略轰炸迫使日本投降，从而避免登陆战的巨大伤亡；繼羅斯福之位的杜魯門，在日本投降后，更宣称使用原子彈即可結束戰爭；均希望避免紅軍攻進日本本土，使蘇聯無法如在德國般地瓜分日本的利益。
实际李梅于2月提出的烧夷弹战术，在日本则取得比在欧洲使用的高空轰炸更好的效果，造成的傷亡比後來的原子彈攻擊還要多。日本本土非但没有因B-29轰炸造成的伤亡退缩，甚至上下宣扬“举国玉碎”。同时各国民间对原子弹缺乏认识，日本自广岛受轰至无条件投降间隔仅9天，辐射后效尚未体现，原子弹造成的直接伤亡有限，直观上只是一个大炸弹。日本籍希望苏联中立，决心以满洲为依托，僵持、拒绝投降且最终迫使盟国与其谈判，使盟国無法如在德國般地瓜分日本的利益。

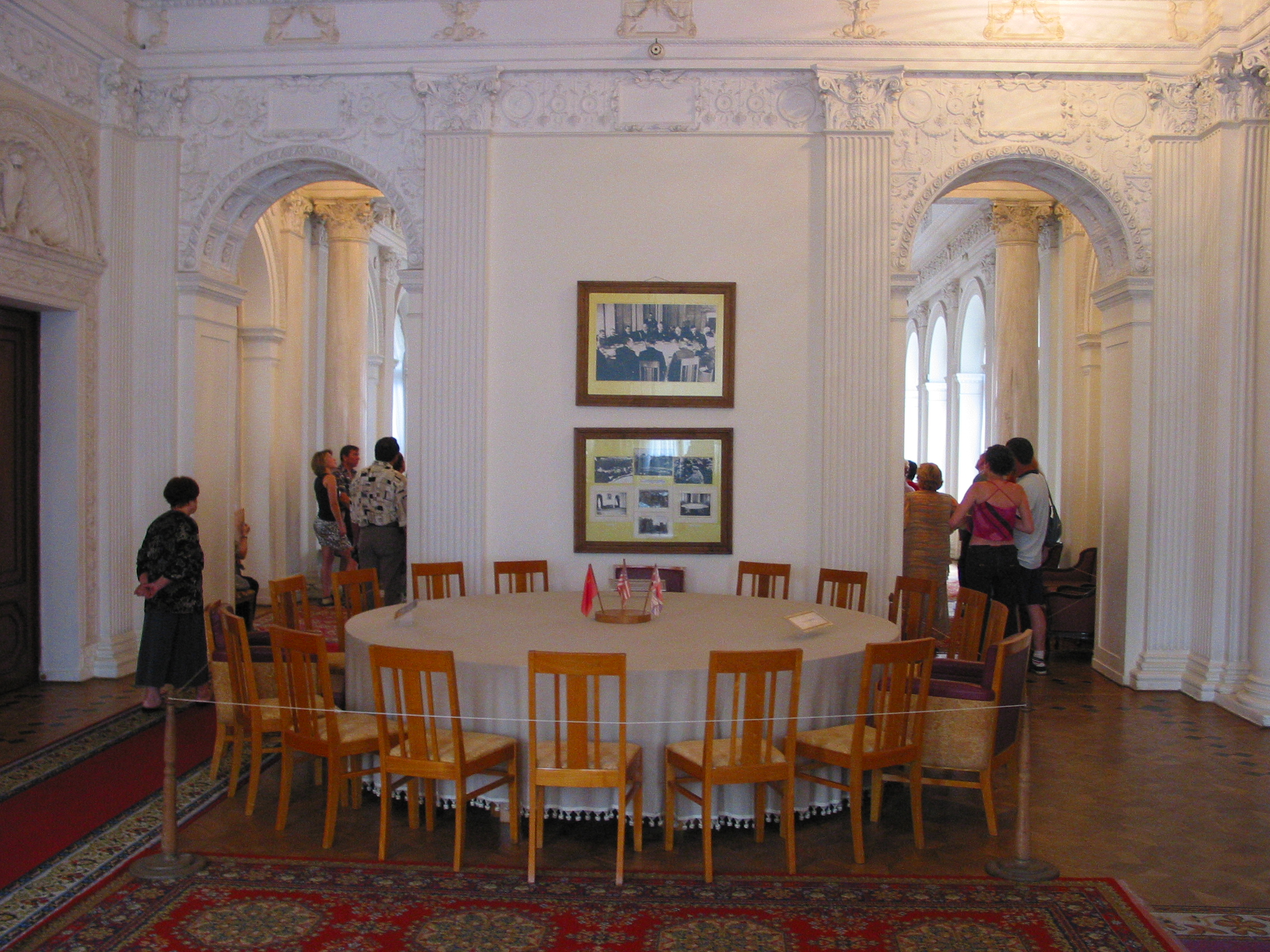
三巨头会见地点

作为一个附带影响，俄國人並沒有因此解決當初日本南千岛群岛的主權問題至今。

“重建歐洲的秩序和國民经济的大前提是：徹底消滅納粹主義和法西斯主義，和由被解放的人民建立他們自己選擇的民主体制。”

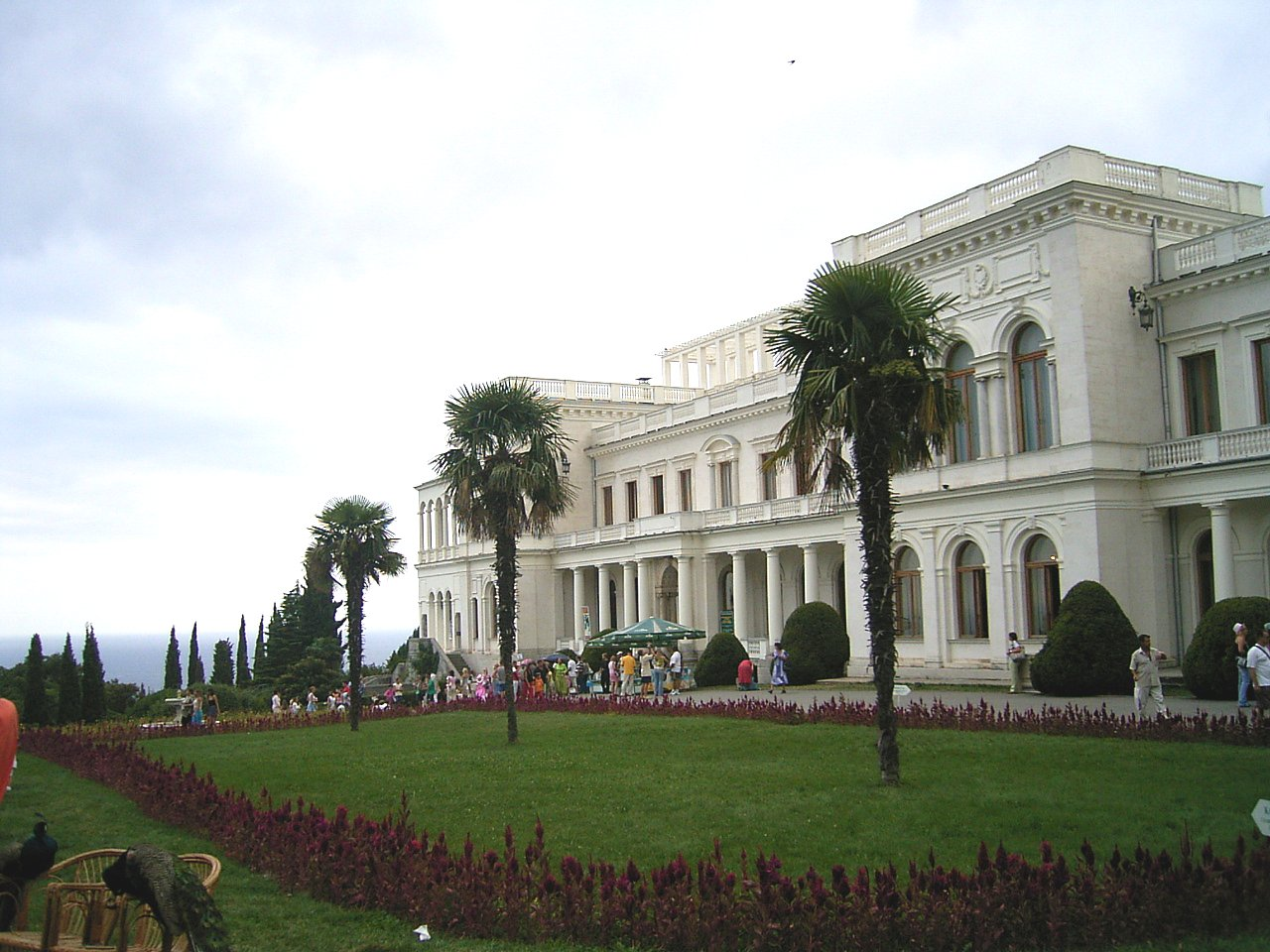
三巨头的会议地点里瓦幾亞宫

## 會議重點
- 协定最重要是纳粹德国無條件投降，這樣保證盟國團結，盟國任何一方都不可能和納粹有任何談判空間。战后德国和柏林将被分成四个占领区。在德国统一前，柏林将由四国占领。 德国被分裂，美英苏认为这是“今后和平與安全的必要条件”。
- 斯大林同意法国將在德国和奥地利拥有第四个占领区，但必須成立於美國和英國區以外；並同意法国有资格进入同盟国对德国控制委员会。
- 德國将会进行非军事化和去纳粹化。
- 德国战争赔款部份以强迫劳动形式來支付。
- 建立一個位於蘇聯之賠償理事會。
- 波兰地位問題。盟国同意重組當時之波兰政府，加入其他組織，例如波兰临时政府進行民主选举，但排除了1939年所成立的波兰流亡政府參與其中。
- 波兰东部边界将按照寇松线，同时波兰將从德国得到西部領土补偿，而精确的边界将晚些决定。
- 斯大林承諾允許在波蘭自由選舉。
- 無視苏联和南斯拉夫战俘意願，他們將會被送回國。
- 斯大林同意在击败德国以后三個月内，加入对日本作战。苏联战胜日本后，将可收復库页岛南部、獲得千岛群岛，並保障其在大連港、中東鐵路、南滿鐵路的利益，以及恢復俄羅斯海軍在旅顺口的租賃作为报酬。
- 羅斯福得到斯大林承諾，蘇聯將加入联合国，同意联合国安全理事会五個常任理事國均將享有否決權。
- 納粹戰犯都會懲處，並繩之以法。
- 將成立一個「决定分裂德国之委員會」。委員會將决定德国是否要分成六个国家，如果要分割，几个新德意志国家之间的边界和相互关系又将如何确定。
- 成立新国际组织（联合国），取代失敗的国际联盟。

## 會議協議

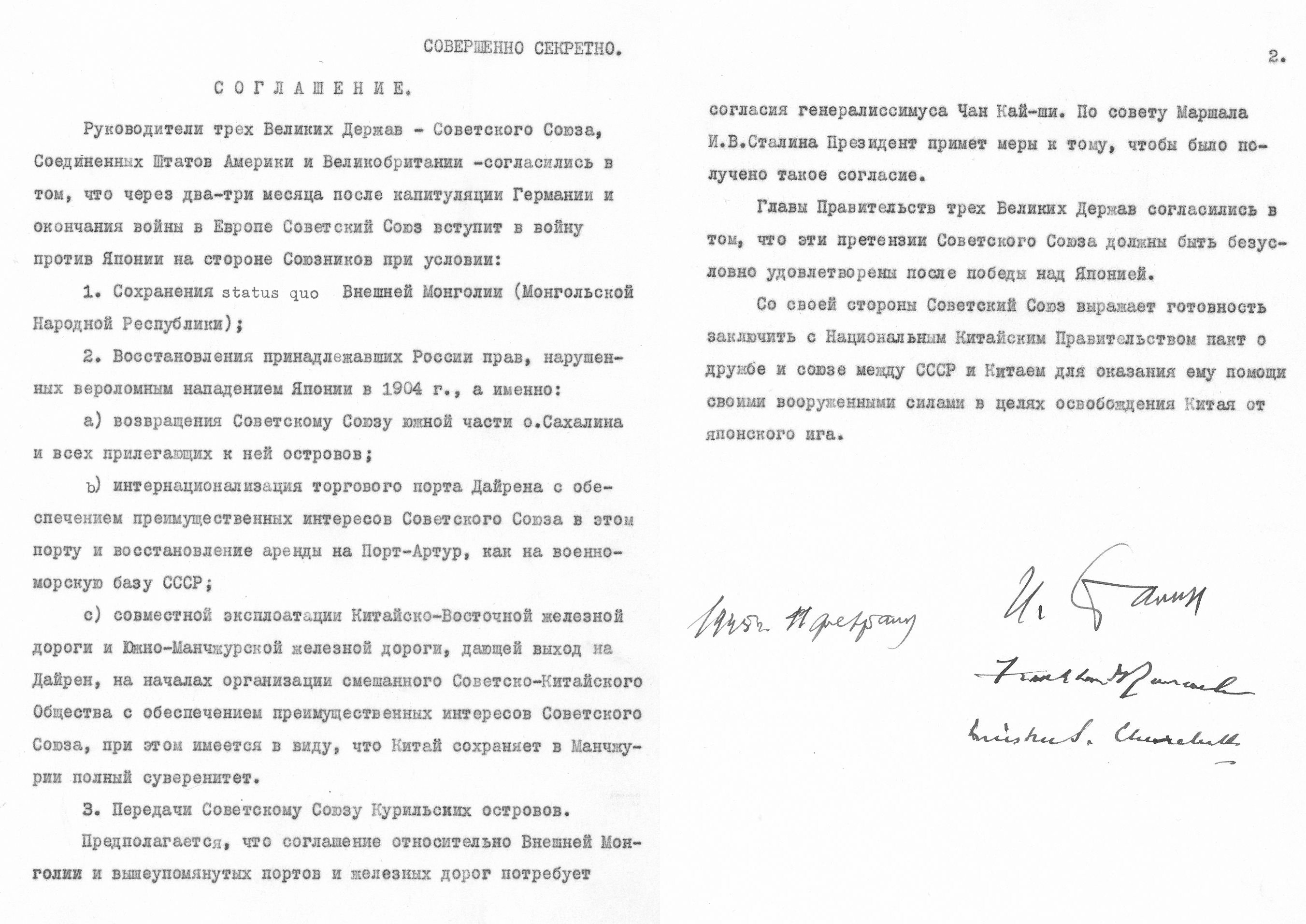
《雅尔塔协定》俄文原稿，第一条即是“外蒙古需保持现状（蒙古人民共和国）”

1945年2月11日《蘇聯參加對日作戰的協定》正式簽字：

蘇美英三大國領袖同意，在德國投降及歐洲戰爭結束後兩個月或三個月內蘇聯將參加同盟國方面對日作戰，其條件為：

一. 外蒙古（蒙古人民共和國）的現狀須予維持。

二. 由日本1904年背信棄義進攻所破壞的俄國以前權益應須予恢復，即：

甲、庫頁島及臨近一切島嶼須交還蘇聯；

乙、大連商港須國際化，蘇聯在該港的優越權益須予保證，蘇聯之租用旅順港為海軍基地須予恢復；

丙、對擔任通往大連之出路的中東鐵路和南滿鐵路應設立一中蘇合辦的公司以共同經營之。經諒解，蘇聯的優越權益須予保證而中國須保持在滿洲的全部主權。

三. 千島群島須交予蘇聯。

經諒解，有關外蒙古及上述港口鐵路的協定，尚須徵求得蔣介石委員長的同意。根據斯大林元帥的提議，美總統將採取措步驟取得該項同意。

三强領袖同意，蘇聯之此項要求須在擊敗日本後毫無問題地予與實現。

蘇聯本身表示準備和中國國民政府簽訂一項中蘇友好同盟協定，俾以其武力協助中國達成自日本枷鎖下解放中國之目的。

約瑟夫‧斯大林

富蘭克林‧D‧羅斯福

温斯頓‧S‧邱吉爾

會議達成的結果有：
- 所有被解放之欧洲国家内应该举行民主选举。
- 4月在旧金山进行就联合国成立之会议。基本确定联合国组织方式，采纳联合国安全理事会之主意。美国和英国同意当时属於苏联之乌克兰苏维埃社会主义共和国和白俄罗斯苏维埃社会主义共和国为联合国独立成员。
- 分裂德国，解散納粹德军，德国不准再拥有军队。美英苏认为这是“今后和平和安全之必要条件”。
- 德国应该为“她对同盟国在战争中造成的之损失”负战争赔款。战争赔款可以以德国国家资源（机器、船只、企业所有等）、一段时间内应该支付的之偿款或劳动力的之方式赔偿。美国和苏联达成协议偿款总额约220亿美元。英国认为在当时偿款总额还无法估计。
- 暂时搁置战争罪问题。
- 一个“广泛民主临时政府”，应在波兰“尽快进行自由和不受他国控制、全民和秘密之选举”。
- 应在南斯拉夫建立一个保皇党和共产党联合政府。
- 暂时搁置关于意大利—南斯拉夫、意大利—奥地利、南斯拉夫—保加利亚、罗马尼亚、伊朗以及土耳其管理之黑海与地中海间之海峡使用之问题。
- 不论被俘苏联公民愿不愿意，一律遣返回苏联。

就未来德国问题之处理，雅尔塔协议相当含糊，用词也為後來東西德分裂詮釋造就許多想像空間，亦有人認為這次會議為戰後冷战之濫觴。
這次會議的結果，就事後來看，永遠的改變了許多國家的命運（東歐諸國成为蘇聯衛星国、朝鮮半島南北分裂、外蒙古獨立和中国國共内戰等），也懸留許多問题至今尚未解決。

## 后果

邱吉爾、羅斯福和史達林

雅尔塔会议是二战欧洲战事结束前及罗斯福总统去世前，最后一次的重要会议。東歐大部分地區的納粹軍隊已被紅軍消滅了，所以斯大林有條件和美英談判，結果蘇聯在東歐得到一個夢寐以求之緩衝區。過程中，一些小國利益因為要保持盟軍內部穩定而被犧牲，蘇聯繼續統治波罗的海国家：拉脱维亚、立陶宛和爱沙尼亚。
雅尔塔会议促使苏联对满洲关东军发动进攻，而苏联曾承认满洲国，将满洲作为独立的敌对国看待，随后中華民國國民政府与苏联签订《中苏友好同盟条约》，以苏联击败关东军后退出满洲为条件，允诺外蒙古在战后进行公民投票以决定其前途。外蒙古獨立公民投票結果出爐後，1946年1月中華民國政府公告承認外蒙古獨立。1947年7月28日，中華民國駐聯合國代表徐淑希在联合国安理會发表演說，指責蒙古人民軍入侵中國新疆，反對蒙古人民共和國加入聯合國。1953年，中华民国推动“控苏案”在联合国大会成立，随后单方面撤回其对蒙古独立的承认。1955年12月13日，中华民国代表在安理會否決蒙古人民共和国加入联合国，理由是「蒙古是中国的一部分」。1961年，中華民國代表在美国和苏联的压力下缺席，蒙古加入聯合國。
另一方面，雅爾達會議更造成了今日的領土、領海問題。邱吉爾、羅斯福為了要讓蘇聯參戰，同意了史達林的要求：「南库页岛、北方四島和部分的阿留申群島歸蘇聯所有，不得異議，蘇聯便參戰。」在苏联参战之后美英又有部分反悔，造成了今日的北方四島和靠近美國阿拉斯加州的幾個離島的經濟海域、荷蘭港外圍的海底資源探勘等地的諸多國際問題。
經此會議後。蘇聯即对日宣戰促成五日后日本投降，並一次性出动89個師包括1,500,000人、3,704輛坦克、1,852具自走炮、85,819部車輛及3,721架飛機進攻日本關東軍控制下的滿洲國。引发了其后的苏联占领滿州及国共争夺接收滿洲（今中國東北地區）问题。